# Rijksbeschermd gezicht Dokkum
Gezicht Dokkum is een van rijkswege beschermd stadsgezicht in Dokkum in de Nederlandse provincie Friesland. De procedure voor aanwijzing werd gestart op 28 augustus 1970. Het gebied werd op 18 november 1971 definitief aangewezen. Het beschermd gezicht beslaat een oppervlakte van 34,9 hectare.
Panden die binnen een beschermd gezicht vallen krijgen niet automatisch de status van beschermd monument. Wel zal de gemeente het bestemmingsplan aanpassen om nieuwe ontwikkelingen in het gebied te reguleren. De gezichtsbescherming richt zich op de stedenbouwkundige en cultuurhistorische waardering van een gebied en wil het toekomstig functioneren daarvan veiligstellen.